# Cirillo di Antiochia
Cirillo di Antiochia (... – Pannonia, 306) è stato un vescovo e santo siro.

## Biografia
Appare nelle liste dei vescovi di Antiochia di Siria dopo Timeo: sarebbe stato cioè vescovo di questa città tra il 277 e il 279, o tra il 283 e il 303. Gli succedette Vitale.
Sarebbe stato lui ad ammettere alla comunione ecclesiastica il presbitero Luciano, precedentemente condannato per suoi rapporti con Paolo di Samosata.
Sembra che, alla pubblicazione del secondo editto di Diocleziano (primavera del 303), che prescriveva l'imprigionamento di tutti i capi delle chiese, Cirillo fu arrestato e mandato ad minas in Pannonia. Questo sarebbe il senso di un passo degli Atti dei santi quattro coronati. La sua morte avvenne in esilio verso il 306.
Viene commemorato nel Martirologio Geronimiano insieme a un martire di nome Andrea: si tratta di un martire autentico che viene ricordato, sempre insieme con Cirillo, nella lista dei martiri di Antiochia che si trova nell'omelia de Martiribus attribuita a Eusebio di Cesarea.
Il Martirologio romano lo commemora il 22 luglio.